# 扣压机
扣压机，又称液压胶管扣压机，是广泛应用于工程机械维修、农业机械生产以及油田、矿业开发等行业中的液压设备。

## 工作原理
扣压机的工作原理是：通过电机转动带动液压装置工作，通过液压传导将动力作用于工作面，实现模具的收缩和扩张，完成工件扣压。

## 种类划分
目前，中国大陆市场的扣压机品牌众多、款式各异，但总体可以划分为便携式扣压机和固定式扣压机两大类。从操作方式上看有手动、脚踏、自动/半自动以及数控等几种类型。